# Борислав Паравац
Борислав Боро Паравац (Костајница, 18. фебруар 1943) српски је политичар. Бивши је српски члан Председништва БиХ и члан Сената Републике Српске.

## Биографија
Паравац је рођен 18. фебруара 1943. године у Костајници, општина Добој. Дипломирао је на економском факултету Универзитета у Загребу 1966. године. Од 1990. до 2000. године био је председник општине Добој и члан Народне Скупштине Републике Српске.
На изборима 2002. године је изабран за српског посланика у Представнички дом Парламентарне скупштине Босне и Херцеговине, где је био и први заменик председавајућег Представничког дома Парламентарне скупштине Босне и Херцеговине из реда српског народа. 
Дана 11. априла 2003. године изабран за српског члана Председништва Босне и Херцеговине из Републике Српске. 
Члан је Савеза рачуновођа и ревизора Републике Српске. Поседује сертификат овлашћеног рачуновође и сертификат овлашћеног ревизора за финансијске извештаје. Постао је сенатор Републике Српске у другом сазиву Сената 2009. године.
Ожењен је Драгицом, пољопривредним техничарем и отац двоје пунолетне деце.
Са породицом живи у Костајници, град Добој. 
Пасивно говори француски језик.